# 1890
Cette page concerne l'année 1890 (MDCCCXC en chiffres romains) du calendrier grégorien.
L'année 1890 est une année commune qui commence un mercredi.

## Événements

### Afrique
- 1er janvier : en Italie, un décret royal annonce la constitution de la colonie d’Érythrée[1].
- 6 janvier : début du règne de Béhanzin, roi du Dahomey (fin en 1894)[2].
- 7 janvier : départ de Tippou Tib pour Zanzibar. Son neveu Rachid bin Mohammed lui succède comme wali (gouverneur) du district de Stanley Falls (Kisangani)[3].

11 janvier : la Carte rose, à l'origine de l'ultimatum britannique

- 11 janvier : un ultimatum britannique exige que le Portugal évacue le territoire des Makololo et des Mashona, au Chiré, au sud du lac Nyassa. Par crainte d’un conflit avec la Grande-Bretagne, le Portugal préfère se retirer des territoires qu’il occupait au sud du lac Nyassa. Les Britanniques y imposent un protectorat (Nyassaland). Portugal et Royaume-Uni arrivent à un compromis au terme duquel le Portugal renonce à ses ambitions transafricaines (carte rose) mais reçoit d’importantes compensations territoriales (traité de Londres, 20 août)[4].
- 12 janvier : départ de Biskra de l’expédition de Foureau au Sahara et au Tademaït (fin en mars)[5].
- 13 février : début du règne de Seyyid Ahmed ibn Thoeïn, sultan de Zanzibar (fin en 1896)[6].
- 20 - 23 février : occupation de Cotonou par les troupes du lieutenant-colonel Terrillon. La France tente un coup de force contre le Dahomey. La marine bombarde Cotonou et massacre une partie de sa population ; Béhanzin échoue à reprendre la ville le 4 mars[7].
- 6 avril : prise de Ségou, défendue par Madani, fils d’Ahmadou Tall, par le colonel Louis Archinard[8] ; la France conquiert le bassin du Niger. Ahmadou, qui s’est replié sur Nioro, riposte en attaquant les lignes de communication des troupes françaises à Kayes. Il poursuit la résistance jusqu’à sa mort en 1895.
- 20 avril : Béhanzin reprend l’offensive contre les Français qu’il pousse à la retraite lors d’un combat victorieux à Atchoupa près de Porto-Novo, mais essuie de lourdes pertes et il doit retourner à Abomey[7].
- 4 mai : bombardement et prise de Kilwa par les Allemands ; Lindi est prise le 10 mai, Mikindani tombe sans combats le 13[9].
- Mai : traité entre les Britanniques et Samory Touré, qui achète des armes modernes en Sierra Leone et entraine ses troupes à l’européenne, alors que les Français encouragent une insurrection animiste qui embrase ses États[10].
- 1er juin : traité de commerce entre l’Allemagne et le Maroc conclu à Fès par l’ambassadeur Tattenbach[11].
- 16 juin : Louis Archinard prend Koniakary; citadelle des Toucouleurs dans le Diombocko[8].
- 27 juin :
  - victoire italienne sur les Mahdistes au combat d’Agordat en Érythrée[12].
  - le roi des Lozi Lewanika (Caprivi oriental, Zambie) signe un traité de protectorat avec la British South Africa Company[13].

- 1er juillet : traité Heligoland-Zanzibar[14]. L’Allemagne signe un traité avec le Royaume-Uni qui lui accorde la prise en charge des territoires de la Deutsche Ostafrikanische Gesellschaft. Le Tanganyika devient colonie allemande. Le sultan de Zanzibar est contraint de céder ce territoire, en échange d’une indemnité de 4 millions de marks[15].
  - Plus de 54 engagements militaires, accompagnés de morts, de destructions de village, de bétail ou de récoltes, ont lieu au Tanganyika de 1889 à 1896.
- 1er juillet : arrivée au Matabeleland de la première colonne de pionniers de la British South Africa Company conduite par le major Frank Johnson[16]. Cecil Rhodes fait occuper la rive gauche du Limpopo (Botswana, Zimbabwe actuels). Invasion de la Rhodésie par 1 200 soldats Blancs et 1 600 auxiliaires Noirs. Lobengula et ses meilleurs soldats doivent émigrer en Rhodésie du Nord. Les 280 000 têtes de bétails appartenant aux Ndébélé sont confisquées par la BSAC et 40 000 sont redistribuées aux colons. 200 colons blancs s’installent en Rhodésie du Sud, encadrés par 500 hommes en armes.
- 2 juillet : clôture de la conférence internationale de Bruxelles pour la suppression de l’esclavage[17].
- 17 juillet : Cecil Rhodes devient le premier ministre de la colonie du Cap en Afrique du Sud[18]. Fondateur de la Compagnie britannique de l’Afrique du Sud, il va peu à peu isoler les territoires boers entre les établissements britanniques de la côte et ceux du Nord. Les agriculteurs africains deviennent mineurs de fond.
- 5 août : convention coloniale entre la France et le Royaume-Uni : l’Angleterre reconnaît à la France ses droits sur Madagascar en échange du protectorat britannique sur Zanzibar et sur le bas Niger. La ligne Say-Barroua[19] délimite les zones d’occupation respective. L’accord reconnait les droits de la France sur le Tchad. Le député français Eugène Étienne, chef du parti colonial, lance trois missions d’occupation du Tchad pour devancer les Britanniques. L’une part du Congo (Crampel), l’autre remonte la Bénoué pour atteindre le Bornou (Mizon), la troisième (Monteil, la seule à réussir) part de Saint-Louis du Sénégal et traverse le Soudan français[20].
- 8 août : arrivée à Brazzaville de Crampel, qui mène une expédition au Tchad. Il atteint Bangui le 25 septembre, puis marche vers le Dar el-Kouti. Son expédition est massacrée par le sultan Mohamed es-Senoussi le 9 avril 1891[21].
- 18 août : le Soudan français obtient son autonomie administrative, financière et militaire par rapport au Sénégal[22].
- 18-21 août : congrès financier de la mission du Niger à Onitsha[23]. Samuel Ajayi Crowther, consacré évêque de l’Église anglicane en 1864, doit renoncer à sa charge sous la pression des commerçants anglais[24].
- 20 août : traité de Londres entre le Royaume-Uni et le Portugal définissant les limites territoriales de l’Angola et du Mozambique[25].

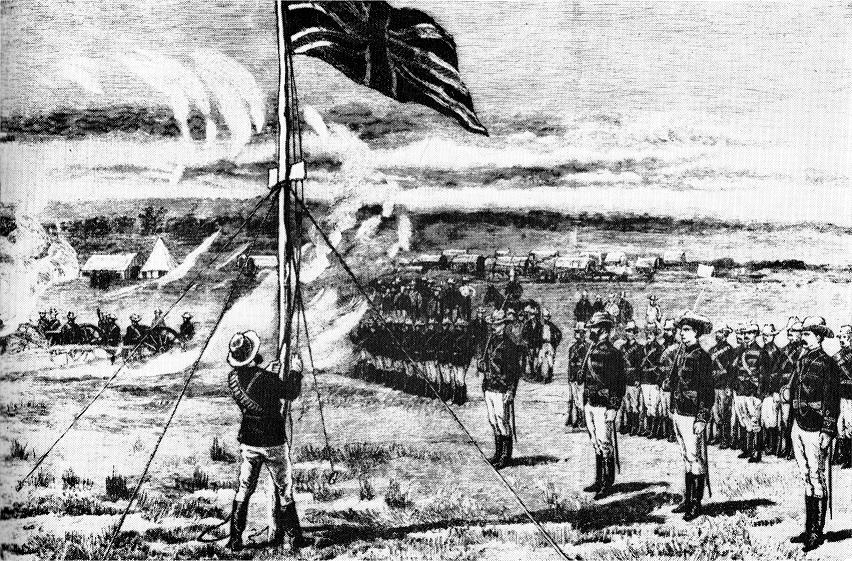
13 septembre : les pionniers hissent l’Union Jack à Salisbury.

- 12 septembre : fondation de fort Salisbury par les pionniers de la British South Africa Company au Mashonaland[16].
- 3 octobre : traité de Ouidah[2]. Le roi Béhanzin doit accorder à la France un « droit d’occupation indéfinie » à Cotonou en échange d’une indemnité annuelle. Il conserve en revanche sa souveraineté sur la ville.
- 9 octobre : le commandant Monteil part de Saint-Louis pour Tripoli par le lac Tchad (1890-1892). Il quitte Ségou le 23 décembre pour Say et passe par San, Kinian et Sikasso[26].
- 15 octobre : une expédition menée par Antoine Mizon est attaquée par les Patanis dans le delta du Niger. Retardée par les autorités britanniques, la mission repart le 20 décembre et remonte le fleuve vers Lokoja, au confluent avec la Bénoué, qu’elle atteint le 10 mai 1891[27].
- 4 novembre : protectorat britannique sur Zanzibar[28]. Le sultan accepte en contrepartie d’une rente annuelle de 11 000 livres[29].
- 19 décembre : arrivée de Frederick Lugard à Mengo, capitale du Bouganda[30].
- 26 décembre : Frederick Lugard, agent de l’Imperial British East Africa Company nommé administrateur militaire au Bouganda (1890-1892), impose par un traité la domination britannique sur le Bouganda (Ouganda actuel) à la suite des accords germano-anglais de Heligoland-Zanzibar[30]. Au début de l’année, catholiques et protestants se sont unis pour chasser du royaume le roi Kalema (en) et les Arabes et rétablir Mwanga, en exil depuis 1888. Frederick Lugard constitue des troupes composées en majorité de Khartoumiens, qui deviennent les Uganda Rifles le 1er septembre 1895[31].
- Décembre : Mohammed es-Senoussi devient sultan du Dar el-Kouti (fin en 1911). Au début de l’année, Rabah destitue Kober, sultan du Dar Kouti, jugé trop favorable au Ouaddaï. Il occupe et pille le Dar Rounga qu’il réunit au Dar Kouti[32]. En décembre, avant son départ pour le pays sara, il en confie le commandement au sultan Mohammed es-Senoussi dont la fille épouse Fadl Allah, fils de Rabah[33].

- Seti (sud du Burkina Faso) est assiégé par les Zarma sous la conduite de Babatu (1890-1891)[34]. Enfermés dans l’enceinte fortifiée qui entourait le village, Moussa Kadio et les Gourounsi résistent pendant trois ans. Les Dagomba, les villages voisins apportent leur aide à leurs frères Gourounsi mais les Zerma finirent par vaincre les coalisés.
- L’Éthiopie occupe l’Ogaden, Balé, le Sidamo et le Kembata (1890-1893)[35].
- Grève des cheminots du Dakar-Saint-Louis[36].

### Amérique
- 11 janvier : Grace-Donoughmore contract, accord commercial entre le Royaume-Uni et le Pérou. La Grande-Bretagne fonde le 20 mars la Peruvian Corporation, chargée de l’exploitation des chemins de fer péruviens pendant 66 ans en échange de l’extinction de la dette extérieure[37].
- 25 janvier : traité de Montevideo fixant la frontière entre l’Argentine et le Brésil ; le Congrès brésilien refuse de le ratifier. Le différend frontalier est finalement réglé par arbitrage en 1895[38].
- 1er mars : Julio Herrera y Obes est constitutionnellement élu président de la République d’Uruguay[39]. Son accession au pouvoir marque le retour du pouvoir civil et met fin à une longue période pendant laquelle la vie politique a été quasiment inexistante. Orbes s’attachera à rétablir les libertés politiques.
- 13 avril : fondation du parti Union civique radicale (UCR) d’Hipólito Yrigoyen en Argentine, appuyée par les classes moyennes, qui réclament une plus ample participation au système politique[40]. L’UCR tente vainement de prendre le pouvoir par la lutte armée (1890, 1893 et 1905).
- 8 mai : les élections portent les conservateurs au pouvoir au Costa Rica. Le chef du gouvernement, don José Rodríguez Zeledón, suspendra à plusieurs reprises les garanties constitutionnelles pour lutter contre une presse d’opposition particulièrement active[41].
- 2 juin : onzième recensement aux États-Unis. L’inspecteur du recensement sanctionne la fin officielle de la « Frontière » (frontier)[42].
- 2 juillet : vote de la loi Sherman antitrust aux États-Unis[43].
- 14  juillet : Inauguration de la Colonne de la République en Guyane, sur la place des Palmistes[44].
- 2 août : Remigio Morales Bermúdez est proclamé président de la République du Pérou (fin en 1894)[45].
- 15 novembre : la Constitution est soumise à l’Assemblée au Brésil[46].
- 29 décembre : massacre de Wounded Knee[47].

### Asie et Pacifique

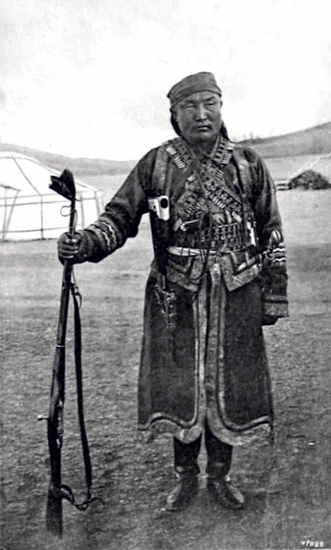
Dambijantsan (Ja Lama) combat contre la domination chinoise dans l’ouest de la Mongolie entre 1890 et 1922.

- 17 mars : signature à Calcutta de la convention de Sikkim-Tibet[48] (ratifiée à Londres le 27 août). Deux ans après son agression contre le Tibet, la Grande-Bretagne se voit ouvrir une voie à travers la frontière sud-ouest de la Chine.
- 26 avril : le comité d'Odessa des Amants de Sion reçoit une reconnaissance légale (Société pour aider les agriculteurs et artisans juifs en Palestine et en Syrie)[49].
- 6 juin : création de l’Alliance française de Melbourne[50].
- 1er juillet : élection d’un parlement bicaméral au Japon[51]. De nombreux candidats des partis de l’opposition libérale sont élus (première session le 25 novembre). Ils dénoncent le gouvernement des clans et amendent le projet du budget en l’amputant de 11 %.
- 27 juillet, Constantinople : manifestation au siège du patriarcat arménien de Kumkapı. Le Hintchak appelle les nationalistes arméniens de Constantinople à manifester leur soutien dans les rues de la capitale à la cause des Arméniens d’Anatolie centrale[52].
- Juillet-août : fondation à Tiflis de la Fédération révolutionnaire arménienne (Dachnak)[53].
- 26 août : signature d’un accord commercial germano-turc[54]. Berlin s’achemine vers un monopole de la formation militaire et de la fourniture d’armes dans l’Empire ottoman.
- 9 septembre : l’explorateur Sven Hedin quitte Téhéran pour Meshhed, la capitale du Khorassan. Il se rend à Boukhara (octobre), à Samarcande et au Turkestan chinois (décembre)[55].
- 21 octobre : établissement d’un gouvernement responsable en Australie-Occidentale[56] (John Forrest, est élu Premier ministre le 22 décembre).
- 30 octobre : rescrit impérial sur l’éducation de philosophie néo-confucianiste au Japon[57].
- 15 novembre : fondation de l’École biblique de Jérusalem par le père Marie-Joseph Lagrange[58].
- 5 décembre : le parti travailliste libéral bat les conservateurs aux élections générales en Nouvelle-Zélande[59]. John Ballance forme un gouvernent libéral le 24 janvier 1891[60]. Pendant plus de vingt ans, les éléments progressistes contrôleront la vie politique néo-zélandaise.

- Début du mouvement pour l’indépendance en Mongolie. À Kobdo, un aventurier du nom de Dambijantsan (Ja Lama) se fait passer pour la réincarnation d’Amoursana, le héros mort en 1757, censé restaurer le vieux royaume des Oïrat[61].
- Un nouveau décret ottoman interdit l’immigration juive et européenne en Palestine[62] (Aliyah). Pourtant les notables arabes se plaignent du favoritisme manifesté à l’égard des colons juifs par le gouverneur de Jérusalem.

### Europe
- 20 février : recul des conservateurs aux législatives en Allemagne au profit du Zentrum et du parti social démocrate, qui obtient 1 427 000 voix[63].
- 15 mars : la première Conférence internationale du travail, réunie à Berlin, prévoit la création d’une législation internationale du travail[64].
- 20 mars : Bismarck démissionne de ses fonctions de chancelier de l’Empire allemand[65], remplacé par le général Caprivi (fin en 1894). L’antagonisme entre le chancelier et le kaiser, latent depuis les grandes grèves de mineurs de 1889, n’a pas survécu à leurs différends, que ce soit en politique extérieure (partisan du statu quo européen, Bismarck s’est opposé à la Weltpolitik de l’empereur, qui refuse de renouveler ses engagements envers la Russie) ou en politique intérieure (Guillaume II supprimera les lois antisocialistes de 1878).
- 1er mai : première manifestation commune d’unité d’action internationale des travailleurs[66].
- 24 juin : contre réforme des zemstvos en Russie. Modification du régime électoral (accroissement de la représentation nobiliaire, restriction du vote paysan, renforcement du contrôle administratif)[67].
- 26 juin, Espagne : les Cortes sont élus au suffrage universel masculin[68]. Cette même année, le PSOE choisit de participer aux élections[69].

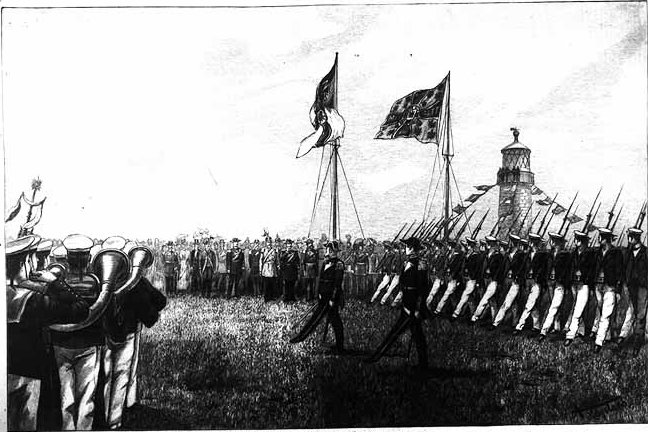
: traité Heligoland-Zanzibar.

- 1er juillet : traité Heligoland-Zanzibar entre l’Allemagne et le Royaume-Uni. Contre des concessions en Afrique l’Allemagne récupère l’archipel de Heligoland, au large de l’embouchure de l’Elbe[14].
- 5 juillet : le parti conservateur de Antonio Cánovas del Castillo gouverne en Espagne jusqu’en 1892[70].
- 11 septembre, Suisse : une révolution libérale entraîne la chute du gouvernement conservateur dans le Canton du Tessin, prélude à l’introduction de la proportionnelle pour l’exécutif[71].
- 13 octobre : João Crisóstomo devient Premier ministre du Portugal[72]. La vague nationaliste de révolte contre la monarchie, jugée responsable de l’abandon de la liaison Angola-Mozambique après l’ultimatum britannique du 11 janvier, profite au parti républicain.
- Structuration des 3 sociétés d'Aviron française en une Fédération Française des Sociétés d'Aviron (qui deviendra par la suite l'actuelle Fédération Française Aviron). Cet événement structure ce sport et rend possible l’organisation de championnats de France[73].

- 23 novembre :

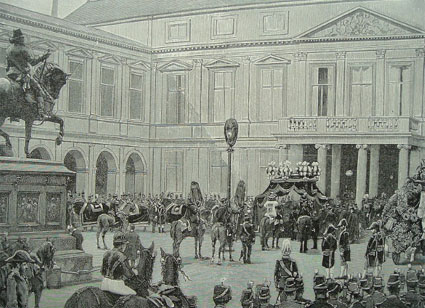
4 décembre : funérailles de Guillaume III

  - Après la mort sans descendance de Guillaume III, roi des Pays-Bas et souverain du grand-duché de Luxembourg, le Luxembourg devient indépendant des Pays-Bas. Le duc Adophe de Nassau, issu de la branche aînée de la famille royale, les Weilbourg, devient grand-duc de Luxembourg sous le nom d’Adolphe Ier de Luxembourg (1817-1905). Le pays avait acquis sa neutralité en 1867 grâce à la signature du traité de Londres[74].
  - Début du règne de Wilhelmine, reine des Pays-Bas (fin en 1948) sous la régence de sa mère Emma de Waldeck-Pyrmont jusqu’en 1898[75].
- 7 décembre : le parti ouvrier devient le Parti social-démocrate hongrois[76].

- Début de la remise en cause du statut de la Finlande. La russification s’intensifie. La Russie décide d’abolir le service postal indépendant tandis que la suppression de l’armée nationale est en préparation[77].

## Naissances en 1890
- 4 janvier : Rafael Barradas, dessinateur et peintre uruguayen († 12 février 1929).
- 10 janvier : Henryk Gotlib, peintre, dessinateur, graveur et écrivain britannique d'origine polonaise († 30 décembre 1966).
- 11 janvier : Constantin Font, peintre, sculpteur et graveur français († 1954).
- 13 janvier : Marie-Aimée Coutant, peintre française († 16 mars 1947).
- 14 janvier : Petar Dobrović, peintre et homme politique serbe puis yougoslave, d'origine hongroise († 21 janvier 1942).
- 24 janvier : Mathilde Arbey, peintre française († 16 décembre 1966).
- 25 janvier : Manuel Cabré, peintre vénézuélien  († 26 février 1984).
- 26 janvier : Charles Blanc-Gatti, peintre suisse († 7 avril 1966).
- 29 janvier : Marguerite Canal, musicienne, compositrice, chef d'orchestre, enseignante et pianiste française († 27 janvier 1978).
- 30 janvier : Emilio Petiva, coureur cycliste italien († 17 septembre 1980).

- 11 février :
  - Domingo Arrillaga, joueur et entraîneur de football espagnol († 22 février 1951).
  - Léa Lafugie, exploratrice et peintre française († 18 juin 1972).
- 13 février : François Angeli, peintre et graveur français († 30 mai 1974).
- 15 février :
  - Hector Heusghem, coureur cycliste belge († 29 mars 1982).
  - Nguyen Nam Son, peintre vietnamien († 26 janvier 1973).
- 18 février : Edward Arnold, acteur américain († 26 avril 1956).
- 22 février :
  - Jean de Gaigneron, peintre français († 30 janvier 1976).
  - Joan Massià, compositeur et violoniste espagnol († 11 juin 1969).
  - Alfred Ernest Peter, peintre naïf suisse († 1980).
  - Jean Pougny, peintre franco-russe († 28 décembre 1956).
- 24 février : Margaret Dryburgh, missionnaire presbytérienne britannique († 21 avril 1945).
- 28 février :
  - Émile Simon, peintre français († 25 septembre 1976).
  - Claude Guyot, enseignant, résistant et homme politique français († 30 avril 1965).

- 2 mars : Oscar Egg, coureur cycliste suisse († 9 février 1961).
- 4 mars : Adrien Ouvrier,  peintre français († 17 août 1947).
- 9 mars :
  - Daniel Girard, illustrateur, peintre et graveur français † 14 novembre 1970).
  - Viatcheslav Mikhaïlovitch Molotov, diplomate de l'Union soviétique († 8 novembre 1986).
- 10 mars :
  - Gaston Ouvrard, auteur-compositeur-interprète comique français († 26 novembre 1981).
  - Jacques Simon, peintre et vitrailliste français († 10 mars 1974).
- 14 mars : Elmer Clifton, réalisateur, scénariste, acteur et producteur de cinéma américain († 15 octobre 1949).
- 16 mars : René Durey, peintre français († 10 novembre 1959).
- 17 mars :
  - Ted Adams, acteur américain († 24 septembre 1973).
  - Giórgos Kalafátis, footballeur grec († 19 février 1964).
- 19 mars : Gayne Whitman, acteur américain († 31 août 1958).
- 20 mars : Ernst Moritz Hess, juge d'origine juive commandant de compagnie d'Hitler pendant la Première Guerre mondiale († 14 septembre 1983).
- 24 mars : Tommaso Cascella, peintre italien († 8 décembre 1968).
- 25 mars : El Brendel, acteur américain  († 9 avril 1964).
- 26 mars : André Hallet, peintre belge († 18 avril 1959).

- 7 avril :
  - Georges Capon, peintre, graveur, lithographe, aquafortiste et affichiste français († 1er novembre 1980).
  - Joachim Le Botmel, peintre et décorateur français († 15 décembre 1979).
  - Victoria Ocampo, écrivaine, traductrice et éditrice argentine († 27 janvier 1979).
  - Adam Styka, peintre orientaliste polonais, naturalisé français († 23 septembre 1959).
- 16 avril :
  - Jacob Bendien, peintre, dessinateur et critique d'art néerlandais († 16 décembre 1933).
  - Paul Hazoumé, ethnologue, chercheur, écrivain et homme politique béninois († 18 avril 1980).
- 17 avril : Art Acord, acteur américain († 4 janvier 1931).
- 18 avril : Alexander Granach, acteur austro-hongrois († 14 mars 1945).
- 19 avril : Auguste Goichon, peintre et illustrateur français († 5 septembre 1961).
- 22 avril : Juan Vert, compositeur espagnol de zarzuelas († 16 février 1931).
- 24 avril : Arthur Evans, syndicaliste canadien († 13 février 1944).
- 27 avril : Pierre Aguétant, poète et écrivain de langue française († 14 juin 1940).
- 28 avril :
  - Pauline Peugniez, peintre française († 15 juin 1987).
  - Erica von Kager, peintre et illustratrice suisse († 26 mars 1975).

- 4 mai : Arthur Kolnik, peintre polonais († 1972).
- 5 mai : Léon Vanderstuyft, coureur cycliste belge († 26 février 1964).
- 7 mai : Arnaldo Ginna, peintre, sculpteur et réalisateur futuriste italien († 26 septembre 1982).
- 10 mai : Lucile Swan, sculptrice et artiste américaine († 2 mai 1965).
- 15 mai : Alexandre Stoppelaëre, peintre, aquarelliste, dessinateur, professeur, archéologue et égyptologue français († 13 avril 1978).
- 19 mai : Victor Fastre, coureur cycliste belge († 12 septembre 1914).
- 23 mai : Herbert Marshall, acteur anglais († 22 janvier 1966).
- 25 mai : Antoine Richard, historien, professeur, militant communiste et syndicaliste français († 22 octobre 1947).
- 26 mai : Samouïl Feinberg, pianiste et pédagogue russe († 22 octobre 1962).
- 27 mai : Saint-Granier, chanteur français († 25 juin 1976).
- 28 mai : María Currea, féministe colombienne († 23 mai 1985).
- 29 mai : Francis de Bourguignon, compositeur, professeur de musique et critique musical belge († 11 avril 1961).
- 30 mai : Roger Salengro, homme politique français († 17 novembre 1936).

- 2 juin : John George Stewart, architecte et homme politique américain († 24 mai 1970).
- 6 juin : Henri Bellivier, coureur cycliste français († 14 mars 1914).
- 8 juin : Leslie Banks, acteur britannique († 21 avril 1952).
- 10 juin : François Bovesse, homme politique belge († 1er février 1980).
- 12 juin : Egon Schiele, peintre et dessinateur autrichien († 31 octobre 1918).
- 15 juin : Wilhelm Leuschner, homme politique allemand († 29 septembre 1944).
- 16 juin : Stan Laurel, acteur américain († 23 février 1965).
- 18 juin :
  - Noémi Ferenczy, artiste textile et peintre hongroise († 20 décembre 1957).
  - Avraham Granot, homme politique israélien († 5 juillet 1962).
- 21 juin : Luis Freg, matador mexicain († 12 novembre 1934).
- 22 juin : Claire Bertrand, peintre et dessinatrice française († 8 décembre 1969).
- 24 juin : Eugène Péchaubès, peintre animalier français († 2 février 1967).
- 25 juin : Walter Trier, dessinateur et illustrateur austro-hongrois puis tchécoslovaque († 8 juillet 1951).
- 26 juin : Gabrielle Bonaventure, peintre française († 2 février 1964).
- 27 juin : Marcel Roche, peintre, dessinateur, graveur et illustrateur français († 4 mars 1959).
- 28 juin :
  - Pierre Bompard, peintre, graveur et illustrateur français († 13 juin 1962).
  - Thomas Latimore, homme politique américain († 19 juillet 1942).
  - Kay Laurell, actrice et mannequin américaine († 31 janvier 1927).

- 5 juillet : Amédée Dubois de La Patellière, peintre français († 9 janvier 1932).
- 7 juillet : Lauro Bordin, coureur cycliste italien († 19 mai 1963).
- 11 juillet : Fritz Elsas, homme politique allemand († 4 janvier 1945).
- 12 juillet : René Barbier, compositeur belge († 24 décembre 1981).
- 16 juillet : Thomas Bahnson Stanley, homme d'affaires et homme politique américain († 10 juillet 1970).
- 17 juillet : Stanley Ridges, acteur britannique († 22 avril 1951).
- 19 juillet : Georges II de Grèce, roi des Hellènes († 1er avril 1947).
- 20 juillet :
  - Giorgio Morandi, peintre et graveur italien († 18 juin 1964).
  - Maurice Mendjizky, peintre français d'origine polonaise († 8 mai 1951).
- 22 juillet : Robert Anderson, acteur américain d'origine danoise († 25 juin 1963).
- 24 juillet : Jean Baldoui, peintre français († 5 septembre 1955).
- 28 juillet : Pinchus Krémègne, peintre et lithographe français d'origine russe († 5 avril 1981).

- 5 août : Naum Gabo, architecte et peintre russe († 23 août 1977).
- 6 août : Gueorgui Piatakov, homme politique russe puis soviétique († 30 janvier 1937).
- 8 août : Zofia Kossak-Szczucka, écrivaine, essayiste et résistante polonaise († 9 avril 1968).
- 10 août : Béchara el-Khoury, 1er président de la république libanaise.
- 12 août : Arthur Wauters, homme politique belge († 13 octobre 1960).
- 13 août : Li Zongren, militaire et homme d'État chinois († 13 janvier 1969).
- 14 août : Otto Albert Tichý, organiste et compositeur austro-hongrois puis tchécoslovaque († 21 octobre 1973).

- 15 août : Jacques Ibert, compositeur français († 5 février 1962).
- 19 août :
  - Yves Alix, peintre, graveur et écrivain français († 22 avril 1969).
  - Madeleine Plantey, peintre française († 4 février 1985).
- 20 août : Howard Phillips Lovecraft, écrivain américain († 15 mars 1937).
- 21 août : Ethel Ronzoni Bishop, biochimiste américaine († 1975).
- 25 août : Francis Cariffa, peintre français († 30 décembre 1975).
- 26 août : Willy Engel-Berger, compositeur et chef d'orchestre allemand et autrichien († 28 août 1946).
- 27 août :
  - Marcel Poncin, acteur, peintre et dessinateur français († 8 juin 1953).
  - Man Ray, photographe et peintre († 18 novembre 1976).
- 28 août : Bobby Dunn, acteur américain († 24 mars 1937).
- 29 août : Richard Casey, homme politique et diplomate britannique puis australien († 17 juin 1976).

- 4 septembre : Jacques Laplace, peintre français († 20 septembre 1955).
- 6 septembre : Manfred Gurlitt, compositeur et chef d'orchestre allemand († 29 avril 1973).
- 9 septembre : Kurt Lewin, psychologue américain († 11 février 1947).
- 11 septembre : Alexander Svechnikov, musicien et chef de chœur russe puis soviétique († 3 janvier 1980).
- 15 septembre : Agatha Christie, femme de lettres britannique († 12 janvier 1976).
- 16 septembre : Ernst Deutsch, acteur autrichien († 22 mars 1969).
- 18 septembre : Loring Smith, acteur américain († 8 juillet 1981).
- 21 septembre : Carli Elinor, acteur et compositeur américain († 20 octobre 1958).
- 29 septembre : Alois Eliáš, général et homme politique austro-hongrois puis tchécoslovaque († 19 juillet 1942).

- 1er octobre : Stanley Holloway, acteur britannique († 30 janvier 1982).
- 2 octobre : Groucho Marx, comédien américain († 19 août 1977).
- 7 octobre : Marcel-Louis Charpaux, peintre français († 22 août 1955).
- 8 octobre : Philippe Thys, coureur cycliste belge († 17 janvier 1971).
- 12 octobre : Robert Mahias, peintre, aquarelliste, décorateur et illustrateur français († 24 août 1962).
- 13 octobre : Edgar Willems, musicien autodidacte belge et pédagogue de la musique († 18 juin 1978).
- 14 octobre :
  - Frank Conroy, acteur britannique († 24 février 1964).
  - Louis Delluc, critique, scénariste et réalisateur français († 22 mars 1924).
  - Dwight D. Eisenhower, président des États-Unis († 28 mars 1969).
  - Léon Parisot, coureur cycliste français († 13 mai 1971).
- 15 octobre : Mohamed Ali El Hammi, syndicaliste tunisien († 10 mai 1928).
- 16 octobre : Alphonse Rodet, peintre français († 4 février 1975).
- 17 octobre : Élisabeth Chaplin, peintre post-impressionniste française († 28 janvier 1982).
- 28 octobre : Andrés Isasi, compositeur et pianiste basque espagnol († 6 avril 1940).
- 29 octobre : Alfredo Ottaviani, cardinal italien, préfet de la Congrégation pour la doctrine de la foi († 3 août 1979).

- 1er novembre : James Barton, acteur, chanteur et danseur américain († 19 février 1962).
- 5 novembre : Jan Zrzavý, peintre austro-hongrois puis tchécoslovaque († 12 octobre 1977).
- 6 novembre : Alfonso Castaldo, cardinal italien, archevêque de Naples († 3 mars 1966).
- 9 novembre : Luigi Annoni, coureur cycliste italien († 17 avril 1974).
- 11 novembre : Karl Wittig, coureur cycliste allemand († 1er septembre 1958).
- 13 novembre : Gaston Lavrillier, médailleur, peintre et sculpteur français († 27 mars 1969).
- 14 novembre : Vytautas Kairiūkštis, peintre lituanien († 13 juin 1961).
- 16 novembre : André Gascard, footballeur français († 16 octobre 1969).
- 17 novembre : Maurice Drouart, sculpteur, décorateur, peintre, dessinateur, compositeur et poète français († 10 août 1968).
- 20 novembre : Robert Armstrong, acteur américain († 20 avril 1973).
- 21 novembre : Jeanne Mammen, peintre et dessinatrice allemande († 22 avril 1976).
- 22 novembre :
  - Charles de Gaulle, militaire, résistant, homme d'État et écrivain français († 9 novembre 1970).
  - Jean-Jacques Gailliard, peintre belge († 17 avril 1976).
  - Harry Pollitt, homme politique britannique († 27 juin 1960).
- 23 novembre :
  - Peter Drobach, coureur cycliste sur piste américain († 24 novembre 1947).
  - Lazar Lissitzky, peintre, designer, photographe, typographe et architecte russe († 30 décembre 1941).
- 24 novembre : Helen Gaige, zoologiste américaine († 24 octobre 1976).
- 25 novembre : Nikolaï Vassilievitch Oustrialov, pionnier russe puis soviétique du national-bolchévisme († 14 septembre 1937).
- 29 novembre : Maurice Genevoix, écrivain français († 8 septembre 1980).

- 5 décembre : Fritz Lang, réalisateur et scénariste allemand († 2 août 1976).
- 7 décembre : Jean Tousseul, écrivain belge d'expression française († 9 février 1944).
- 10 décembre : George Merritt, acteur anglais († 27 août 1977).
- 11 décembre : Carlos Gardel, chanteur de tango († 24 juin 1935).
- 12 décembre :
  - Kazimierz Ajdukiewicz, philosophe polonais († 12 avril 1963).
  - Pierre Savigny de Belay, peintre français († 30 juin 1947).
- 13 décembre :
  - Mary Butts, écrivaine britannique († 5 mars 1937).
  - Marc Connelly, dramaturge, librettiste, lyriciste, metteur en scène, producteur de cinéma, acteur, réalisateur et scénariste américain († 21 décembre 1980).
- 15 décembre :
  - Rudy Bowman, acteur américain († 29 octobre 1972).
  - Federico Callori di Vignale, cardinal italien de la Curie romaine († 10 août 1971).
- 18 décembre : Ernesto García Cabral, caricaturiste, muraliste et illustrateur de livres d'alphabétisation mexicain († 8 août 1968).
- 20 décembre : Jean Dreyfus-Stern, peintre et graveur français († 23 décembre 1972).
- 24 décembre : Amerigo Bartoli, peintre, caricaturiste et écrivain italien († 20 décembre 1971).
- 26 décembre : Jehan Berjonneau, peintre français († 23 décembre 1966).
- 27 décembre : Jean Rossius, coureur cycliste belge († 2 mai 1966).
- 28 décembre : Frank Butler, scénariste anglo-américain († 10 juin 1967).
- 30 décembre : Adolfo Ruiz Cortines, homme politique mexicain († 3 décembre 1973).

- Date précise inconnue :
  - Fernand Andrey-Prévost, peintre paysagiste français († 1961).
  - Eduardo Caba, compositeur nationaliste, pianiste et professeur de musique bolivien († 1953).
  - Max Camis, illustrateur et peintre français († 1985).
  - Enrico Castello, illustrateur et peintre futuriste italien († 1966).
  - S. Dharmambal, féministe indienne († 20 mai 1959).
  - Émile Didier, peintre français († 1965).
  - Carlos Fanta, footballeur, entraîneur, président de club et arbitre de football chilien († 8 décembre 1964).
  - Koom II, 34e roi Mogho Naaba († 12 mars 1942).
  - Alfredo Massana, footballeur espagnol († 24 mars 1924).
  - Heinrich Medau, théoricien-formateur d'éducation physique et musicien allemand († 1974).
  - Acher Mizrahi, chanteur et musicien tunisien originaire de Palestine († 27 octobre 1967).
  - Fiodor Modorov, peintre russe puis soviétique († 1967).
  - Geórgios Petrákis, homme d'affaires et homme politique grec († 14 septembre 1972).
  - George Alexander Sullivan, acteur britannique († 1942).
  - Itamar Tavares, ingénieur, footballeur et dirigeant de club sportif brésilien († 1925).

- Vers 1890 : Richard Pirl, peintre figuratif et photographe suisse († vers 1950).

- 1889 ou 1890 : Müfide Kadri, peintre ottomane († 1912).

## Décès en 1890
- 1er janvier : Joseph-Godéric Blanchet, médecin, militaire et  homme politique canadien (° 7 juin 1829).
- 3 janvier : Apollonie Sabatier, peintre, demi-mondaine et salonnière française (° 7 avril 1822).
- 5 janvier : Gnanendramohan Tagore (bn), avocat indien.
- 9 janvier : William D. Kelley, homme politique américain (° 12 avril 1814).
- 19 janvier : Joseph Soulouque, prince haïtien (° 16 mars 1855).
- 20 janvier : Franz Lachner, compositeur et chef d'orchestre allemand (° 2 avril 1803).
- 25 janvier : Alexandre Protais, peintre français (° 17 octobre 1825).
- 30 janvier : Khayr al-din, à Istanbul. Fonctionnaire ottoman, il est à l’origine de la promulgation du Pacte fondamental de 1857, puis de la première Constitution tunisienne (° 1822 ou 1823).

- 5 février : Manuel de Salamanca Negrete, militaire et homme politique espagnol (° 29 mai 1831).
- 8 février : Giuseppe Pecci, cardinal et jésuite italien (° 15 décembre 1807).
- 9 février : Edmond Lareau, écrivain, avocat, historien de la littérature, homme politique, journaliste et professeur canadien (° 13 mars 1848).
- 11 février : Friedrich Kochhann, homme politique allemand (° 11 mai 1805).
- 18 février : Gyula Andrássy, homme d'État austro-hongrois (° 8 mars 1823).
- 25 février : Octavie Marie Elisabeth de Lasalle von Louisenthal, peintre française (° 16 décembre 1811).

- 4 mars :
  - François Vincent Latil, peintre français (° 2 février 1796).
  - Eudore Pirmez, industriel et homme politique belge (° 4 septembre 1830).
- 10 mars : Naaba Ligdi, roi de Boussouma, couronné en 1866.
- 17 mars : Władysław Taczanowski, zoologiste polonais (° 1er mars 1819).
- 29 mars : Pierre-Nicolas Brisset, peintre français (° 18 août 1810).

- 1er avril : François-Émile de Lansac, peintre français (° 1er octobre 1803).
- 7 avril : Hector Hanoteau, peintre français (° 25 mai 1823).
- 9 avril : Marcel Treich Laplène, premier explorateur et premier résident colonial de la future colonie française de Côte d'Ivoire (° 24 juin 1860).
- 11 avril : Joseph Merrick, dit "elephant man" (° 5 août 1862).
- 20 avril : Eugène Cicéri, peintre, dessinateur, lithographe et aquarelliste français (° 27 janvier 1813).
- 30 avril : Charles-Henri Émile Blanchard, peintre français (° 1er septembre 1810).

- 5 mai : Joseph-Nicolas Robert-Fleury, peintre français (° 8 août 1797).
- 6 mai : Hubert Léonard, violoniste et compositeur belge (° 7 avril 1819).
- 10 mai : Kajetan von Bissingen-Nippenburg, homme politique allemand d'origine autrichienne (° 18 mars 1806).
- 28 mai : Victor Ernst Nessler, compositeur franco-allemand (° 28 janvier 1841).

- 13 juin :
  - Johann Georg Hiltensperger, peintre d'histoire et professeur à l'Académie des beaux-arts de Munich (° 21 février 1806).
  - Vassili Poukirev, peintre et illustrateur russe (° 1832).
  - Elizabeth Potts, criminelle américaine (° 21 décembre 1846).
- 28 juin : Aleksandre Litovtchenko, peintre russe (° 26 mars 1835).

- 1er juillet : Georges Alexandre Fischer, peintre français (° 21 novembre 1821).
- 5 juillet : Pierre Van Humbeeck, homme politique belge (° 17 mai 1829).
- 6 juillet :
  - Edwin Chadwick, homme politique britannique (° 24 janvier 1800).
  - Ferdinand Marinus, peintre belge (° 20 août 1808).
- 7 juillet : Joseph Neuville, homme politique belge (° 19 décembre 1807).
- 11 juillet :
  - Novak Radonić, peintre et écrivain serbe (° 13 mars 1826).
  - Carl Steffeck, peintre allemand (° 4 avril 1818).
- 18 juillet : Héliodore Pisan, peintre, aquarelliste et graveur français (° 3 juillet 1822).
- 24 juillet : Charles Lapostolet, peintre paysagiste français (° 26 septembre 1824).
- 29 juillet : Vincent van Gogh, peintre néerlandais (° 30 mars 1853).
- 31 juillet : Friedrich Wilhelm Brökelmann, entrepreneur allemand (° 10 août 1799).

- 4 août :
  - Émile Lévy, peintre et illustrateur français (° 29 août 1826).
  - Ivan Mažuranić, poète, linguiste et homme politique croate (° 11 août 1814).
- 11 août : John Henry Newman, ecclésiastique anglais (° 21 février 1801).
- 23 août : Wilhelm Gentz, peintre allemand (° 9 décembre 1822).
- 30 août : Marianne North, naturaliste et illustratrice botanique anglaise (° 24 octobre 1830).
- 31 août : Louis Riffardeau de Rivière, sénateur du Cher (° 8 juillet 1817).

- 4 septembre : Georges Bouet, peintre et archéologue français (° 1er janvier 1817).
- 8 septembre : George William Brown, homme politique américain (° 1812).
- 11 septembre : Ignace Henry, homme politique belge (° 11 janvier 1794).

- 6 octobre : Clément Pruche, peintre, dessinateur, lithographe et caricaturiste français (° 6 avril 1811).
- 16 octobre : Auguste Toulmouche, peintre français (° 21 septembre 1829).

- 17 octobre : Prosper Sainton, violoniste, pédagogue et compositeur français (° 5 juin 1813).
- 19 octobre : Sir Richard Francis Burton, explorateur britannique (° 19 mars 1821).
- 26 octobre : Carlo Collodi, écrivain italien, auteur de Pinocchio (° 24 novembre 1826).

- 2 novembre : Otto Frölicher, peintre suisse (° 5 juin 1840).
- 4 novembre : Jacob van Zuylen van Nijevelt, homme politique néerlandais (° 29 juin 1816).
- 8 novembre :
  - César Auguste Franck, compositeur belge (° 10 décembre 1822).
  - Cristóbal Rojas, peintre vénézuélien (° 15 décembre 1857).
- 19 novembre : Carl Gustaf Hellqvist, peintre historique suédois (° 15 décembre 1851).
- 23 novembre : Guillaume III, roi des Pays-Bas et souverain du grand-duché de Luxembourg (° 19 février 1817).

- 8 décembre : Torcuato de Alvear, homme politique argentin (° 21 avril 1822).
- 12 décembre : François Bocion, peintre et professeur de dessin suisse (° 30 mars 1828).
- 13 décembre : Alexandre Robert, peintre et portraitiste belge (° 27 février 1817).
- 15 décembre : 
  - Sisinio von Pretis-Cagnodo, fonctionnaire et homme politique autrichien (° 14 février 1818).
  - Sitting Bull, chef Sioux (° vers 1831).
- 17 décembre : Auguste Dupont, pianiste et compositeur belge (° 9 janvier 1827).
- 18 décembre : Gerolamo Induno, patriote et peintre italien (° 13 décembre 1825).
- 19 décembre :
  - César De Paepe, homme politique belge (° 12 juillet 1841).
  - Zénaïde Fleuriot, écrivain français (° 29 octobre 1829).
  - Eugène Lami, peintre, aquarelliste, illustrateur, lithographe et décorateur français (° 12 janvier 1800).
- 21 décembre : Niels Wilhelm Gade, compositeur danois (° 22 février 1817).
- 24 décembre : Émile van Marcke, peintre et gravreur français (° 25 août 1827).
- 26 décembre : Heinrich Schliemann, archéologue allemand (° 6 janvier 1822).
- 31 décembre : Jules Baillarger, médecin aliéniste, cofondateur de la revue Annales médico-psychologiques (° 26 mars 1809).